# Mogeiro
Mogeiro este un oraș în Paraíba (PB), Brazilia.